# ليلة حبيبي (ألبوم)
ليلة حبيبي: أحد ألبومات المطربة العربية سميرة سعيد صدر رسميًا في يناير 2001. ضم الألبوم عشرة أغاني، منها أغنية ليلة حبيبي التي تحمل اسم الألبوم وصورة على طريقة الفديو كليب، وحققت نجاحا مميزاً. تصدر الألبوم الألبومات الأكثر مبيعا في مصر، وبقي ثلاثة أسابيع في المرتبة الأولى. ولكن تراجع في الأسبوع الرابع للمرتبة الثانية ليتقدم مرة أخرى ألبوم حبيب القلب. وبقي الألبوم ضمن العشرة الأكثر مبيعا مدة أربعة شهور.

## قائمة الأغاني
| الرقم | اسم الاغنية | الشاعر          | الملحن        |
| ----- | ----------- | --------------- | ------------- |
| 1     | ليلة حبيبي  | سامح العجمي     | أشرف سالم     |
| 2     | ولا تنساني  | وليد رزيقة      | حمدي صديق     |
| 3     | تقدر تقولي  | مصطفى مرسي      | وليد سعد      |
| 4     | ميلاله      | محمد عبد العزيز | صلاح الشرنوبي |
| 5     | مالي        | فوزي إبراهيم    | صلاح الشرنوبي |
| 6     | بنضيع وقت   | عماد حسن        | محمد مصطفى    |
| 7     | قلبى        | محمد رفاعي      | خالد عز       |
| 8     | بيبان عليه  | مصطفى مرسي      | صلاح الشرنوبي |
| 9     | شايف        | عماد حسن        | محمد مصطفى    |
| 10    | مشتقالك     | ربيع السيوفي    | عمرو مصطفى    |